# Angele Dei

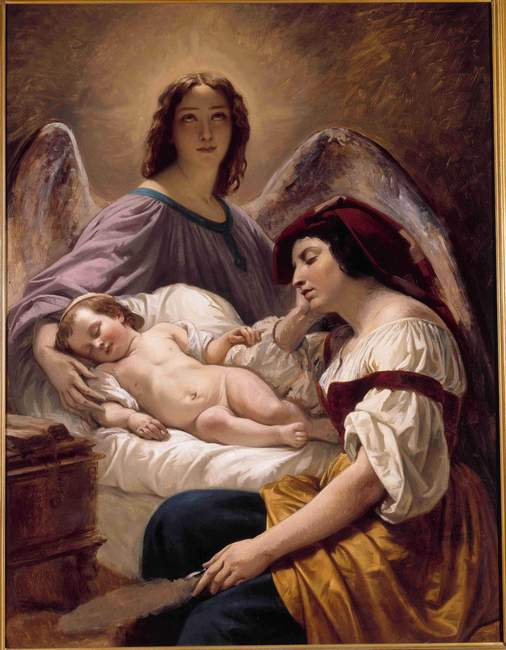
L'Ange gardien d'Henri de Caisne.

L’Ange de Dieu, en latin Angele Dei, est une prière chrétienne de tradition catholique adressée à l'ange gardien.

## Texte
| latin | français (Vatican 1878) | français (Vatican 2005) |
| --- | --- | --- |
| Angele Dei, qui custos es mei, me Tibi commissum pietate superna, illumina, custodi, rege et guberna. Amen. | Ange de Dieu, qui êtes mon Gardien, par un bienfait de la divine Providence ; éclairez-moi, protégez-moi, dirigez-moi, et gouvernez-moi. Ainsi soit-il. | Ange de Dieu, qui es mon gardien, et à qui j'ai été confié par la Bonté divine, éclaire-moi, défends-moi, conduis-moi et dirige-moi. Amen. |

## Historique

### Origine
L'auteur exact de la prière Angele Dei reste, stricto sensu, inconnu. On affectait parfois, selon la tradition, l'auteur à saint Anselme de Cantorbéry († 1109), mais sans façon critique. Il semble que l'on l'ait ajoutée plus tard dans ses œuvres.
Les études récentes préfèrent cependant son contemporain Réginald de Cantorbéry († vers 1109) en tant qu'auteur. Il est exact qu'il fut élu et était en fonction comme talentueux poète de cette abbaye Saint-Augustin de Cantorbéry, titre officiel. Le poème en strophes se présente dans sa Vita Sancti Malchi (Vie de saint Malchus de Maronie). Une édition se compose de six strophes, avec rimes « aaaa eeee i i i i oooo uuuu aaaa (selon toutes les voyelles dans l'ordre alphabétique) », ce qui indique que l'œuvre avait été composée par un poète de qualité. Réginald, moine bénédictin, avait écrit cette pièce en vers léonin et en 4 000 lines. Or, cette poésie complète dédiée à l'ange gardien serait tombée dans l'oubli très vite, à l'exception du début, le texte actuel.  

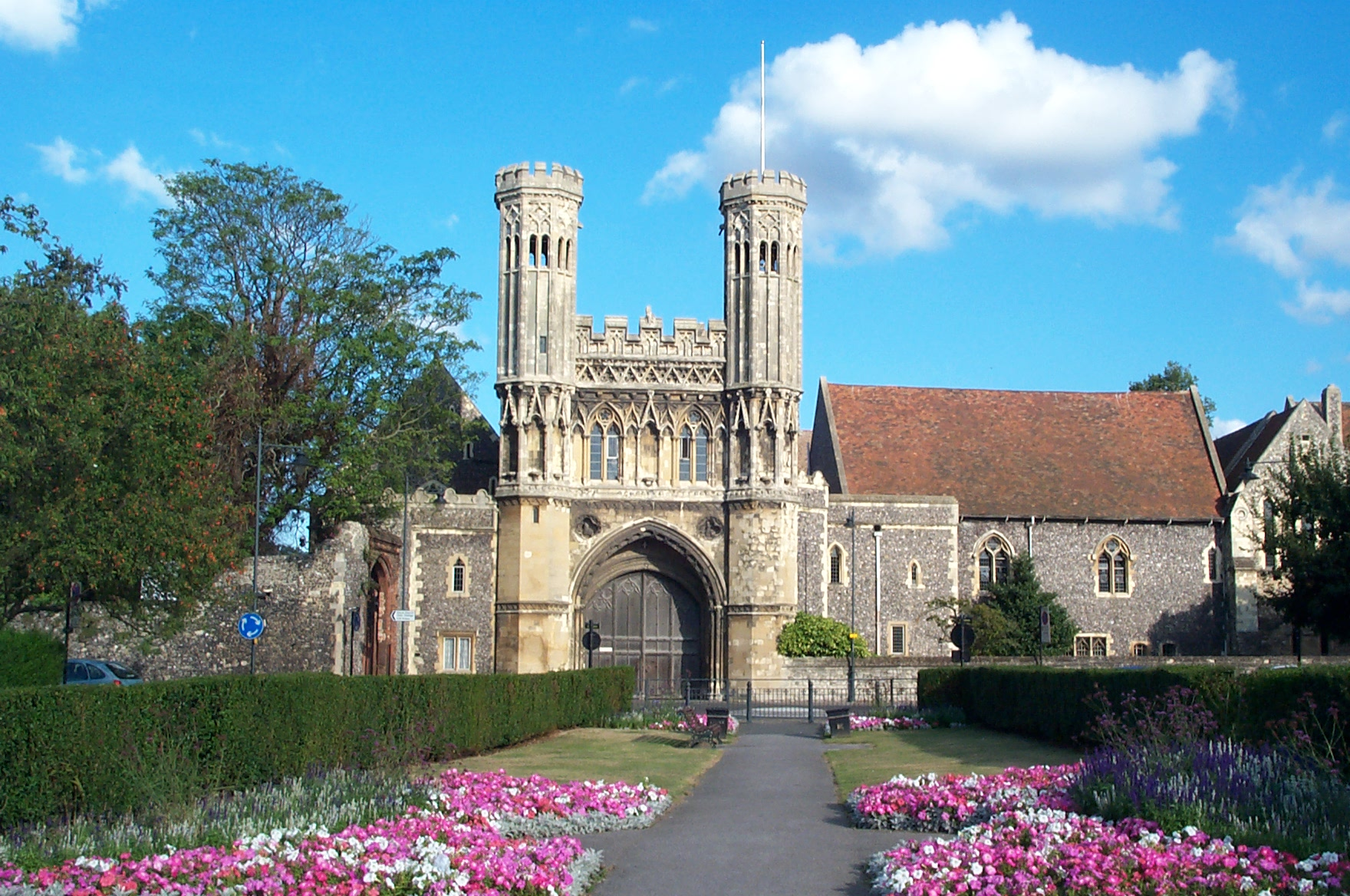
D'après le manuscrit le plus ancien, l'origine de l’Angele Dei serait une poésie religieuse de Réginald, qui était le titulaire de poète officiel auprès de l'abbaye de Cantorbéry en Angleterre.

### Trace au Moyen Âge
Les deux premières lignes de l’Angele qui meus es custos en prière courte, et non en six strophes, était cité par Brunetto Latini († 1294) dans Livre du Trésor. Celui-ci était déjà devenu formule de prière. De même, Albertano da Brescia († 1270) aussi l'écrivit dans l'un de ses traités. Sans rubrique, il n'est pas possible d'identifier leur usage précis. On imagine, avec la fonction de ces auteurs, que la citation était destinée à l'usage plus universel, pour tous les lecteurs. Toutefois, Albertano était si étroitement lié aux Franciscains qu'il est possible que cette prière fût recommandée à cet ordre par lui.
- Réginald de Cantobéry

Angele qui meus es custos pietate superna me tibi commissum serva tueare guberna.

- Albertano da Brescia

Angele qui meus es custos pietate superna me tibi commissum salva deffende guberna. Amen. Amen.
 
- Brunetto Latini

Angele qui custos meus es virtute superna me tibi commissum serva deffende guberna.

### Texte à la Renaissance
Plus tard, le texte ancien se trouve dans le Gebetbuch (livre de prières), bibliothèque municipale de Trèves manuscrit Hs. 649/1533, folio 174v, copié vers 1475. Le livre fut en usage du diocèse de Paderborn :

Angele, qui meus es custos pietate divina, me tibi commissum serva, defende, guberna. Rogo ergo te ...
La bibliothèque nationale de France conserve un manuscrit qui contient ce texte avec l'enluminure de Jean Bourdichon, Horæ ad usum Romanum, dites Grandes Heures d'Anne de Bretagne (latin 9474, folio 166r, vers 1505) [manuscrit en ligne] :

- Oraison a son bon ange.

Angele qui meus es custos pietate superna, me tibi commissum serva, defende, guberna.
Il est à noter que ce texte est très proche de celui de Paderborn.
Le texte se trouve aussi dans le Livre de prières de Rothschild copié vers 1515 et utilisé à Rome  (voir 32/55). Le folio 204, avec des images de l'ange en enluminure, présente l'antienne, qui est destinée à l'ange gardien personnel :
- Ad proprium angelus
Angele bone qui meus es custos pietate superna, me tibi commissum serva defende guberna,
terge meam mente vitiis labeque veterna assiduusque comes michi sis vitaque lucerna.
Il s'agissait exactement de la première strophe de Réginald de Cantorbéry. Ces livres de la liturgie des Heures suggèrent qu'à la Renaissance, l'usage de cette prière dans l'office était déjà habituel, même pour les personnages illustrés qui étaient capables de commander les livres de prières de luxe.

### Publication de prière
À la suite de l'invention de l'impression avec l'imprimerie typographique, apparut la publication de l’Angele Dei. En 1521, Josse Bade, en latin Jodocus Badius Ascensius, publia son Angele qui meus es custos de Réginald, en y ajoutant vingt-six strophes supplémentaires, et sans mentionner le nom de l'auteur originel. La prière se composait donc de trente-deux strophes, mais fut perdu l'ordre initial de rimes a - e - i - o - u (voir aussi ci-dessous Paraphrases).
En ce qui concerne la formule courte, le texte classique restait encore en usage, tel celui de Cursus Piarum quarundam de Johannes Leisentritt, sorti en 1571 :

- Oratio ad Angelum ex vetustissimo quodam codice

O Angele Dei, qui es custos mei, me tibi commissum pietate superna, hodie salva, rege et guberna. Amen.

### Une version présentée en Bretagne en 1632
Au XVIIe siècle, l’Oraison à son ange fut présentée aux colloques français-breton de Quiquer (colloques en 1632, p. 102, citée par Erwan Le Pipec en 2015). Ces textes en langues vulgaires suggèrent leur usage non liturgique mais surtout personnel :
| français | breton | latin |
| --- | --- | --- |
| Ange de Dieu qui estes mon Gardien, conseruez, deffendez et gouuernez moy pauuvre pecheur qui qui cômis à vous par la pieté supreme, à fin que ie puisse ensemble auecque vous ioüir du Royamue celeste. | Ael Doué, pehiny maz ouch va Gardian, va conseruit, va diffennit ha va gouuernit pecher paour mazouff me pehiny so commettet dec dre an trugarez diuin euit dar fin maz hilly assembles guenech ioüissaff Rouantelez an euff. | Angele Dei qui custos es mei, pietate suprema, deffende et guberna, ut valeam tecum cælestia scandere regna. |

### Textes variés au XVIIe siècle
Dans ce même XVIIe siècle, la prière Angele Dei était diffusée grâce à la publication. Or, rien n'était fixé ni officiel. Ainsi, dans l’Office du S. Ange Gardien (1645), le texte était assez long. Le livre de prière était intitulé encore, Avec la pratique pour bien considérer ses bénéfices, lui porter dévotion et mériter ses bonnes grâces, ... en faveur des bonnes Âmes de la ville de Mons. Son texte rassemblait à ce qui était noté en Bretagne, au-dessus :

- Recommandation

Has horas angelicas cum devotione, Tibi Christe offerimus pia ratione. Ut custodis angeli intercessione. Sis nobis solatium mortis in agone. Sancti angeli custodes nostri, defendite nos in prelio, ut non pereamus in tremendo iudicio. Angele Dei qui custos es mei, serva me defende me, guberna me, ut valeam tecum cælestia scandere regna Angele sancte Dei sit tibi cura me.
Un autre texte à remarquer est le Thesaurus doctrinæ christinæ  sorti à Bruxelles en 1668 :

- Ad Angelum Custedum

Angele sancte Dei, qui custos es mei, me tibi commissum pietate superna, hodie illumina, custodi, rege [et], guberna ; ut proffim tecum cælestia scandere regna.
Ces textes anciens indiquent que la paraphrase était très souvent pour cette prière. La version prolongée se trouve notamment dans des publications du XVIIe siècle. (Voir aussi la paraphrase en français d'Antoine de Saint Michel, 1613. L'auteur plaçait cette œuvre, particulièrement composée, à la tête de son livre.)

### Prière pour l'office
On trouve la version actuelle, mais avec deux mots supplémentaires (pietate superna, hac nocte illumina, custodi), dans La règle du Troisième ordre de saint François, Appllé l'Ordre de la Pénitence, institué par ce grand Patriarche pour toutes personnes séculières vivantes dans leurs propres maisons (1700 et 1721), en tant qu’Antienne de l'Ange Gardien. Auprès de cette communauté, l'usage était établi pour leur liturgie.
À cette époque-là, à savoir sous le règne de Louis XIV, il était la coutume à la chapelle royale de Versailles de chanter plusieurs pièces pour le lundi de Pâques, dit lundi de l'Ange, et le lendemain, mardi de Pâques. Il s'agissait de l'ensemble de l’O filii et filiæ, de l’Angele Dei, des litanies de Lorette, du motet Domine, salvum fac regem et du Gloria Patri. Toutefois, on ne sait pas quelle composition d’Angele Dei était en usage.

### Prière pour quelques indulgences
L'Église connaît, depuis le 2 octobre 1670, la fête des Saints Anges Gardiens, par la décision du pape Clément X. Puis, la pratique de la prière Angele Dei fut promue par un bref apostolique de Pie VI, révélé le 2 octobre 1795. Le souverain pontife accorda une indulgence de cent jours ou une indulgence plénière aux fidèles qui récitent cette prière toute l'année tandis que l'indulgence sera obtenue ce 2 octobre avec quelques sacrements. Ce pape fit renforcer son indulgence encore, avec un rescrit de la Sainte Congrégation des Indulgences, le 11 juin 1796. Ensuite, le 15 mai 1821, le pape Pie VII renouvela ces indulgences. Encore ce jour-là, ajouta-t-il une autre indulgence plénière. Quelle que soit l'indulgence, l’Angele Dei était leur prière formelle.
Il est assez vraisemblable que la diffusion de cette prière ait évolué à la suite de ces décisions des Saints-Pères. La publication du texte dans les livres publiés au XIXe siècle était abondante. Par ailleurs, il est vraisemblable que le texte actuel fut fixé avec ces dossiers pontificaux.

### Usage actuel
Auprès de l'Église catholique, il s'agit toujours de l'une des prières recommandées, en faveur de l'usage quotidien. L’Angele Dei et sa traduction se trouvent dans le Compendium du Catéchisme de l'Église catholique qui fut révélé par le pape Benoît XVI en 2005, à savoir catéchisme élaboré à la suite de la réforme liturgique après le concile Vatican II.
La prière est notamment réservée au 2 octobre, en raison de la Mémoire obligatoire en l'honneur de Saints Anges Gardiens.

## Paraphrases
- Josse Bade (1462 - † 1532) : Angele qui meus es en 32 strophes, dans l’Enchiridion Pietatis amatorum, 1521 (la)[lire en ligne]
- Antoine de Saint Michel[24] (15... - † 1650) : Paraphrase de l'auteur sur l’Angele Dei, dans L'Ange gardien, composé par le père Anthoine de Saint Michel, Observantin reformé de la province de S. Bernardin, I. Bramereav, Avignon 1612 [lire en ligne]

## Dans la littérature
- Laurel A. Rockefeller : Marie reine des Écossais, une pièce en trois actes, Babelcube Books, 2019
- il s'agit de la prière en latin de la reine Marie Stuart dans la chapelle royale en 1565 (acte II, scène V) [lire en ligne].

## Mise en musique

### Renaissance
- Sebastiano Festa (vers 1495 - † 1524) : motet à 4 voix (1518)[25],[26]

### Musique baroque
- Alessandro Grandi (1590 - † 1630) : motet pour 2 ténors et basse continue ou orgue (1637)[27]

### Musique contemporaine
- Pēteris Vasks (1946 - ) : œuvre pour chœur à 4 voix (2021)[28]